# Isohypsibius deconincki
Isohypsibius deconincki är en djurart som tillhör fylumet trögkrypare, och som beskrevs av Giovanni Pilato 1971. Isohypsibius deconincki ingår i släktet Isohypsibius och familjen Hypsibiidae. Inga underarter finns listade i Catalogue of Life.